# Иультин
Иульти́н (чук. Ивыльтиӈ) — упраздненный посёлок городского типа в пределах Иультинского района Чукотского автономного округа России.

## Происхождение названия
Посёлок назван по близлежащей горе, русское название которой в свою очередь является адаптацией чукотского Ивыльтиӈ, что означает «длинные перья». Согласно записям первооткрывателя Иультинского месторождения В. Н. Миляева, название вероятно происходит от длинных кварцевых жил на склонах горы.

## История
В 1937 году на горе Иультин, вблизи будущего посёлка, геологом В. Н. Миляевым было открыто одно из крупнейших в мире полиметаллических месторождений (олово, вольфрам, молибден). 18 марта 1938 сюда пришла первая тракторная колонна с оборудованием и стройматериалами. Первыми постройками посёлка геологов были 2 фанерных домика и несколько палаток, в которых проживало 73 человека. В течение 1941—1944 годов в связи с трудностями военного времени и неблагоприятными ледовыми условиями практически никакого завоза материальных ресурсов в Иультин не производилось, и в 1945 году он был законсервирован. К декабрю 1946 года у оставшихся жителей посёлка полностью закончилось топливо и продовольствие, и они были вынуждены подать в радиоэфир сигнал SOS. Экстренная помощь была оказана авиацией путём сбрасывания грузов с самолётов.
В 1946 году силами заключённых был построен посёлок Эгвекинот и 200-километровая автодорога, связавшая его с основанным в 1953 году посёлком Иультин, расположившимся в отрогах Экиатапского хребта. 3 сентября 1959 года состоялся пуск Иультинского горно-обогатительного комбината.
В условиях рыночной экономики с начала 1990-х годов добыча и обработка руды стала нерентабельной. В 1995 году в связи с закрытием убыточных градообразующих предприятий — рудника и горно-обогатительного комбината — было принято решение об упразднении посёлка. В 1998 году Иультин исключён из реестра населённых пунктов.

## Население
| Численность населения, чел. | Численность населения, чел. | Численность населения, чел. | Численность населения, чел. | Численность населения, чел. | Численность населения, чел. | Численность населения, чел. | Численность населения, чел. | Численность населения, чел. | Численность населения, чел. |
| 1959                        | 1970                        | 1979                        | 1989                        | 1990                        | 1992                        | 1993                        | 1994                        | 1995                        | 2002                        |
| --------------------------- | --------------------------- | --------------------------- | --------------------------- | --------------------------- | --------------------------- | --------------------------- | --------------------------- | --------------------------- | --------------------------- |
| 2513 или 2488               | 4033 или 4102               | 4115 или 4532               | 5301 или 5545               | 5125                        | ок. 4900                    | ок. 4300                    | ок. 3700                    | ок. 3200                    | 0                           |

## Известные уроженцы
- Константин Валентинович Жеваго — украинский миллиардер.

## Комментарии
1. ↑  Предложенный В. В. Леонтьевым для словаря Г. А. Меновщикова «Местные названия на карте Чукотки» (1972) перевод «длинная льдинка» сам же Леонтьев позже назвал ошибочным[2].